# Darwin (Argentina)
Darwin es una localidad del departamento Avellaneda, en la provincia de  Río Negro, Argentina. 
Se encuentra sobre la RN 22, en la costa norte del Río Negro a unos 10 km de la localidad de Choele Choel.

## Historia
La primera estación ferroviaria fue inaugurada el 30 de junio de 1898 fecha en que se realiza el festejo de su aniversario, sin embargo tuvo el nombre de la localidad vecina: Choele Choel. Hacia 1908 se debió construir una nueva estación debido a que el comercio se estaba empezando a hacer cada vez más fluido, y esta si tuvo el nombre de Darwin. En 1934 la población de esta localidad se encontraba en ascenso, lo que motivó la construcción de casas modelo para que fueran habitadas por los trabajadores ferroviarios y otros que se acercaban a trabajar la tierra de la zona. Estas viviendas son conocidas actualmente con el nombre de colonias ferroviarias. Al ingresar a la localidad es diferenciado el barrio nuevo del antiguo, por la arquitecturas de las casas. Esto dio lugar a la formación de un poblado que debió esperar un decreto del 30 de junio de 1953 para ser reconocido oficialmente.En el año 1990, el municipio de Darwin bajo la dirigencia del intendente, Rogelio Reina, mediante la colaboración del concejo integrado por: Nelly Bustamante (pte. C.), Armando Echeverría (v. p.) y Antonio Spagnolo (c.); llevaron a cabo la realización de un concurso con el fin de  adquirir el escudo que representaría a la localidad. Para la participación del concurso anteriormente mencionado, los concursantes debieron presentar  sus respectivos bocetos de como sería el escudo, aunque siempre teniendo en cuenta los requisitos establecidos, que entre ellos destacaban: un boceto con medidas estipuladas, que debía ser entregado en un sobre cerrado con pseudónimos y en su interior, un sobre más pequeño con los datos del participante, etc. Llegado el día 5 de agosto, en las instalaciones del club de Darwin,  el jurado establecido (Nelly Colino, Silvia Carrera, entre otros) dio a conocer como ganador a "Rosetta", seudónimo con el que participó la secretaria del municipio de aquel entonces, Liliana Raquel Pellizzari, quien había participado con otro nombre en secreto para que fuese una elección más justa. Para la creación del escudo tuvo en cuenta la información sobre la importancia del trabajo de hombres y mujeres para la construcción de la parte restante del pueblo. Así como también, que el ferrocarril, brindó distintos puestos de trabajo y mejoró considerablemente la producción de frutas y tomates. Teniendo en cuenta lo anterior, comenzó con la elaboración el diseño, y con el aporte de su marido, Alejandro Fuentes, surgió la idea de que en el escudo estuviera presente la máquina del ferrocarril, puesto a que el solía trabajar como ferroviario. Y por último, fue colocado en el escudo, la siguiente oración: Por el esfuerzo de hombres y mujeres" ( en homenaje a todas las personas que hicieron posible el nacimiento del pueblo).

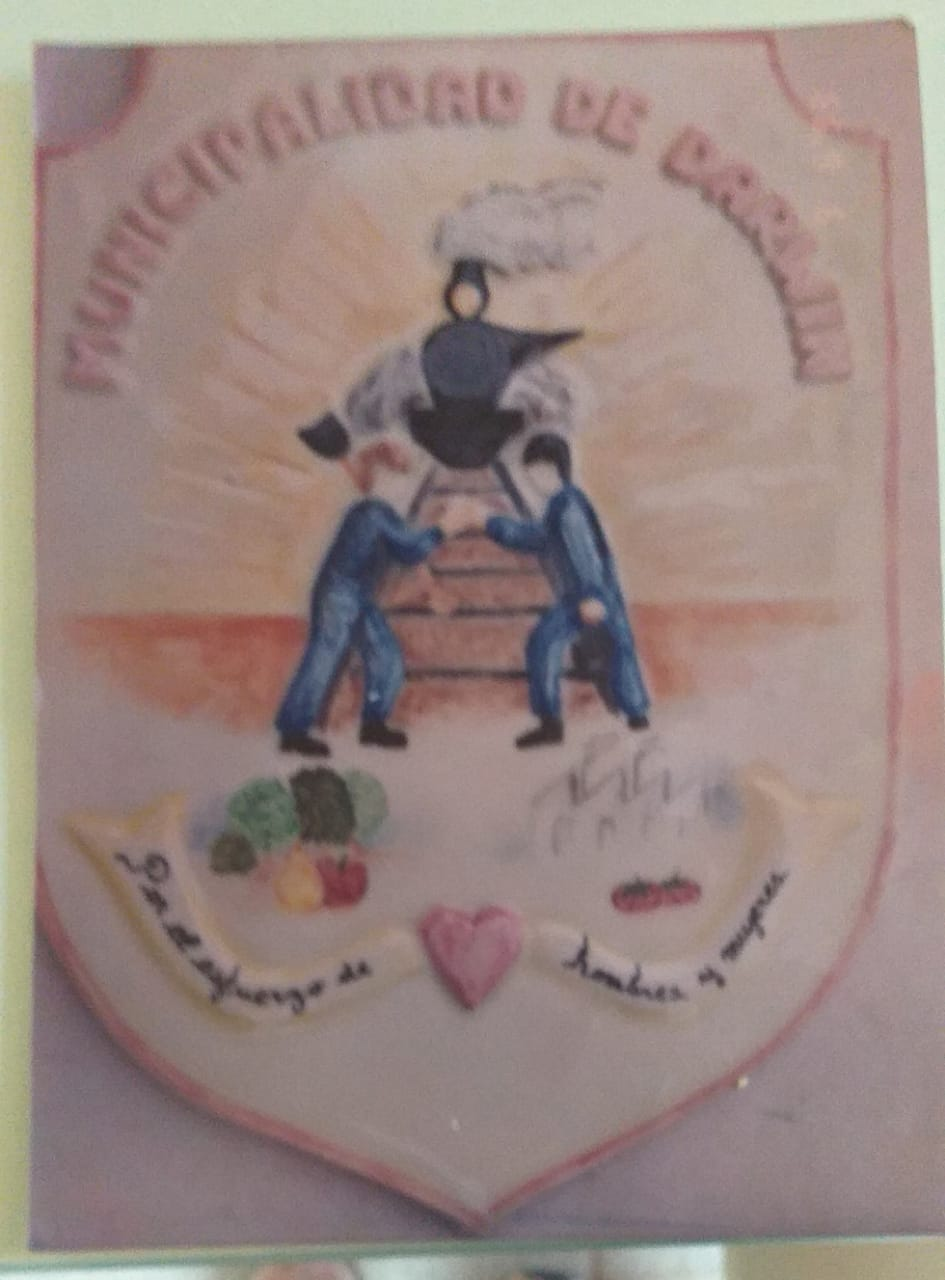
Escudo original

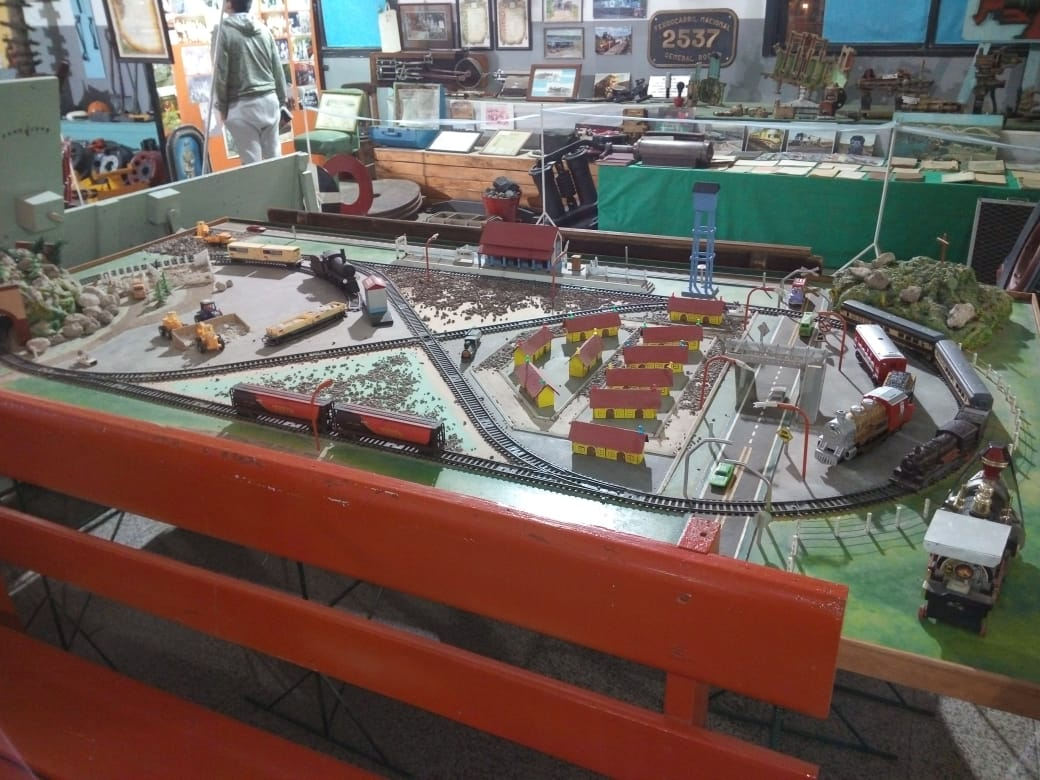
Maqueta de la estación ferroviaria en el Museo de Darwin

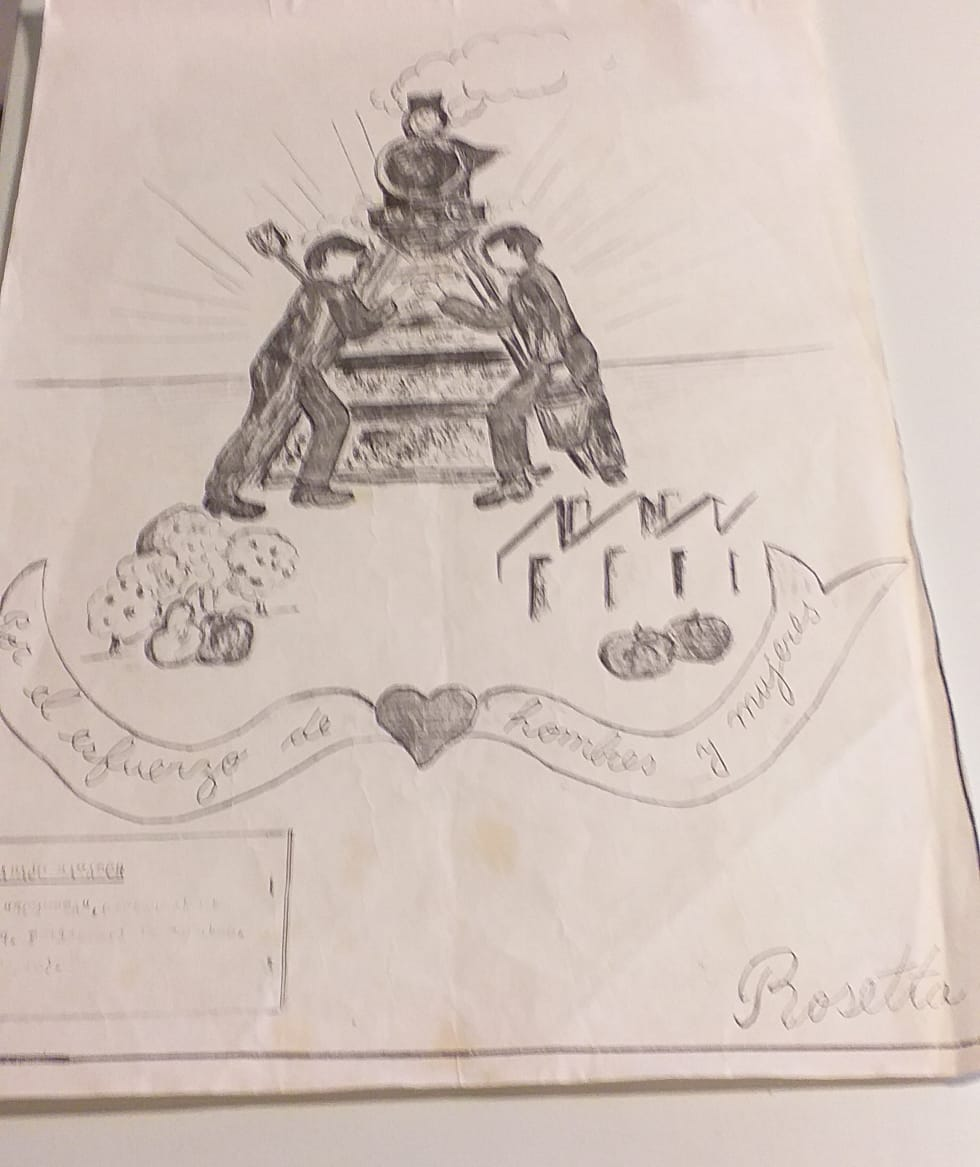
Boceto ganador del concurso

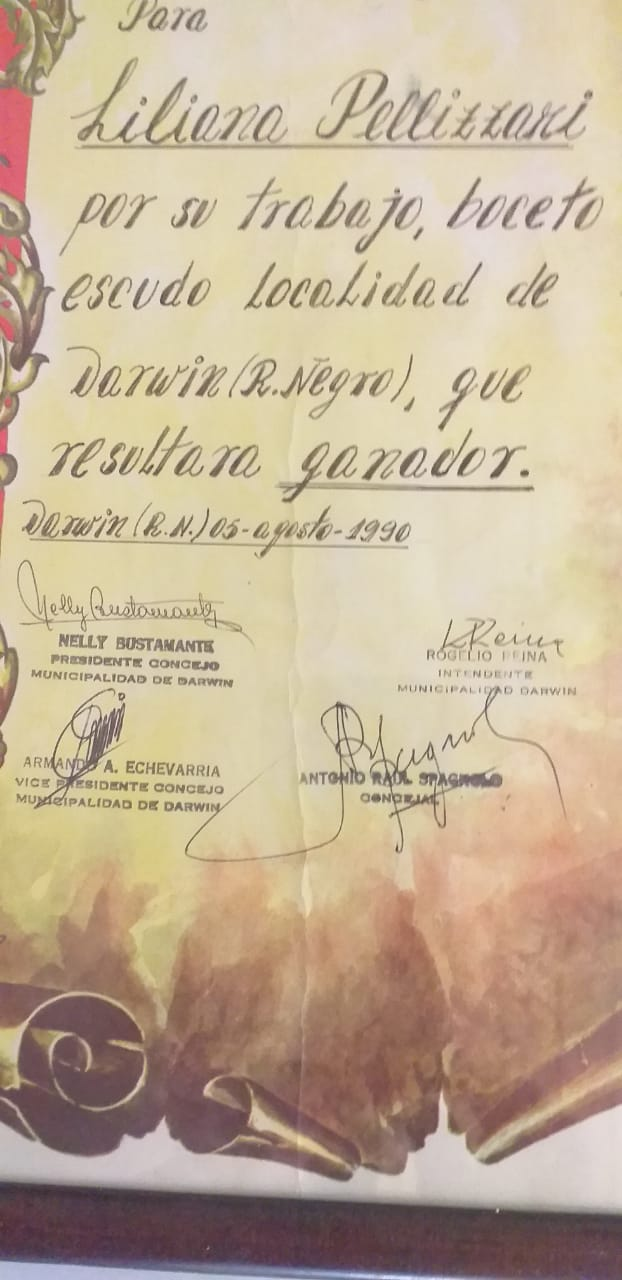
Certificado del ganador del concurso

## Población
Contó con 1,148 habitantes (Indec, 2010), lo que representó un incremento del 15% frente a los 997 habitantes (Indec, 2001) del censo anterior.
El censo 2022 arrojó 571 viviendas con una población estable de 1.525 habitantes en el municipio.
| Gráfica de evolución demográfica de Darwin entre 1991 y 2022 |
|                                                              |
| Fuente: Censos nacionales del INDEC                          |

 aunque esta información está obsoleta ya que el nivel de habitantes ya ha llegado a más de 2000.
De 2010 hasta 2021 el número exacto sería entre 1990 habitantes a directamente los 2000 antes dicho

## Actividades
En el mes de febrero se conmemora la "Fiesta Provincial del Obrero Ferroviario", para recordar aquello que le dio el principal empuje tanto a esta como a las demás ciudades del Valle Rionegrino.

## Toponimia
Toma el nombre Charles Robert Darwin, naturalista e investigador inglés al que se considera padre del Evolucionismo.